# جاك بريدغ
جاك بريدغ (بالإنجليزية: Jack Bridge)‏ هو لاعب كرة قدم بريطاني في مركز الهجوم، ولد في 21 سبتمبر 1995 في ساوثند أون سي في المملكة المتحدة. لعب مع نادي تشيلمسفورد ونادي كارلايل يونايتد.

## وصلات خارجية
- جاك بريدغ على موقع قاعدة بيانات كرة القدم.إي يو (الإنجليزية)
- جاك بريدغ على موقع Soccerway.com (الإنجليزية)